# هاري هبيز
هاري هبيز هو مغني وموسيقي كندي، ولد في 11 سبتمبر 1942 في جزيرة بيل (نيوفاوندلاند ولابرادور) في كندا، وتوفي في 21 ديسمبر 1989 في تورونتو في كندا بسبب سرطان.

## وصلات خارجية
- هاري هبيز على موقع ميوزك برينز (الإنجليزية)
- هاري هبيز على موقع ديسكوغز (الإنجليزية)